# 콘 페더슨 폭스
콘 페더슨 폭스(영어: Kohn Pedersen Fox Associates, KPF)는 공공 및 민간 부문의 고객을 위해 건축, 인테리어, 프로그래밍 및 마스터 플랜 서비스를 제공하는 미국 건축 회사다. KPF는 세계에서 가장 큰 건축회사 중 하나이다. 뉴욕 시에 위치하고 있다.

## 주요 작품
- 333 웨커 드라이브, 미국 시카고
- 서초 삼성타운, 대한민국, 서울
- 상하이 세계금융센터, 중국, 상하이
- JR 센트럴 타워즈, 일본, 나고야
- 브루나이 재무부 건물, 말레이시아, 브루나이
- 롯폰기 힐스 모리 타워, 일본, 도쿄
- 코레도 니혼 바시, 일본, 도쿄
- 롯데월드타워, 대한민국, 서울
- 동대구복합환승센터, 대한민국, 대구
- 포스코타워-송도, 대한민국, 인천
- 핑안 파이낸스 센터, 중국, 선전
- CTF 광저우, 중국, 광저우
- 차이나 준, 중국, 베이징
- 원 밴더빌트, 미국, 뉴욕

## 갤러리

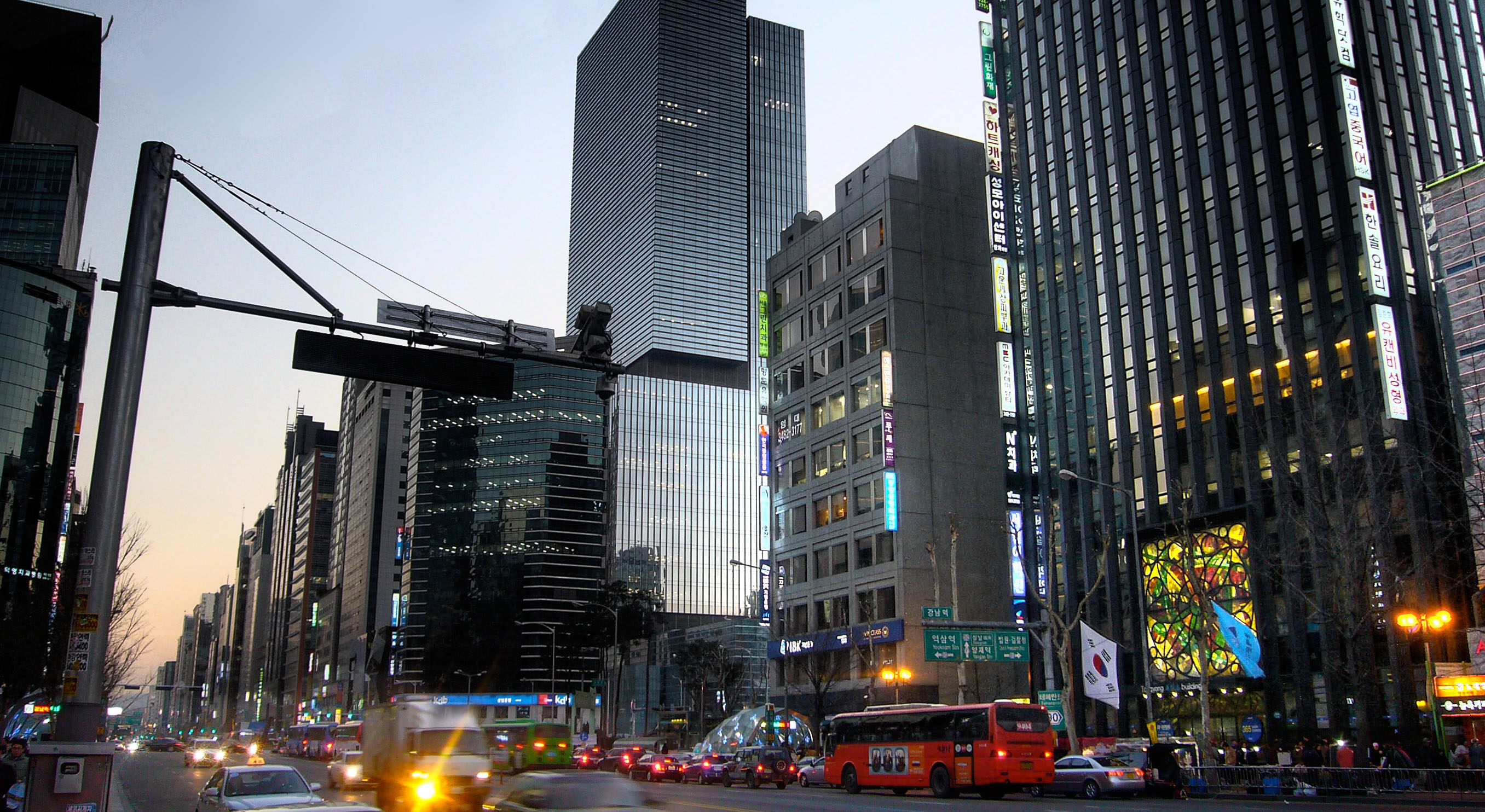
대한민국 서울, 서초 삼성타운
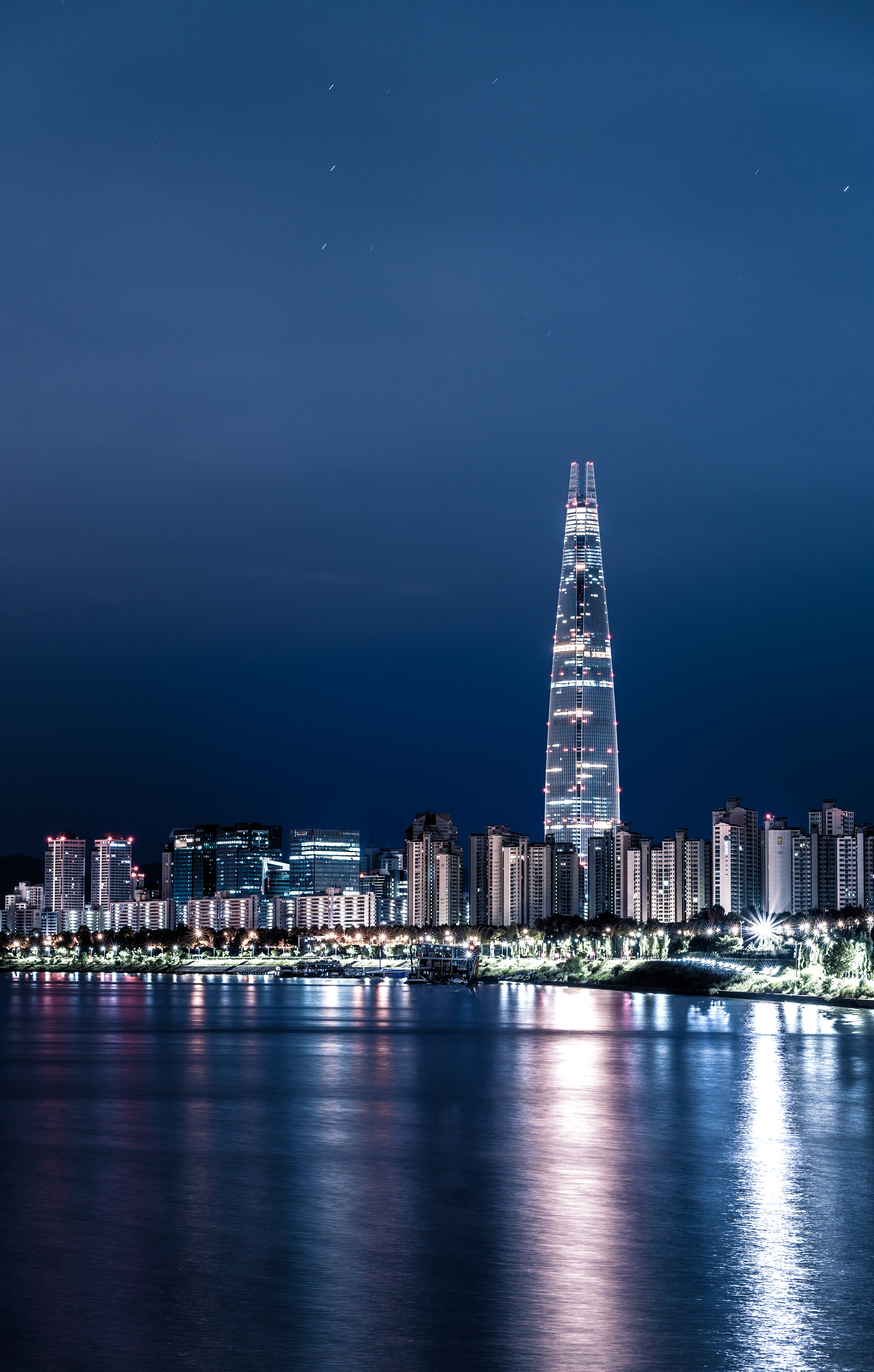
대한민국 서울, 롯데월드타워
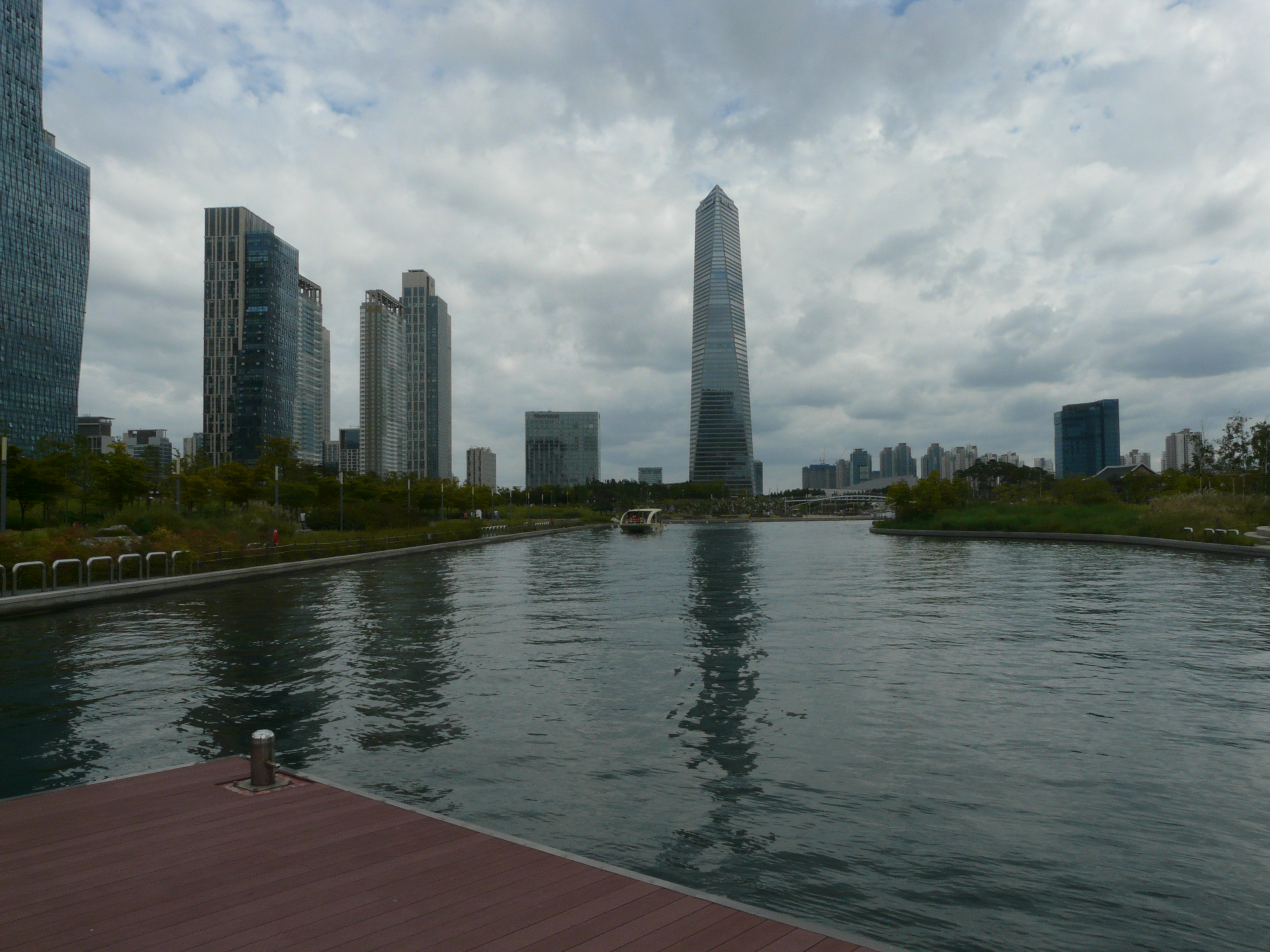
대한민국 인천, 포스코타워-송도
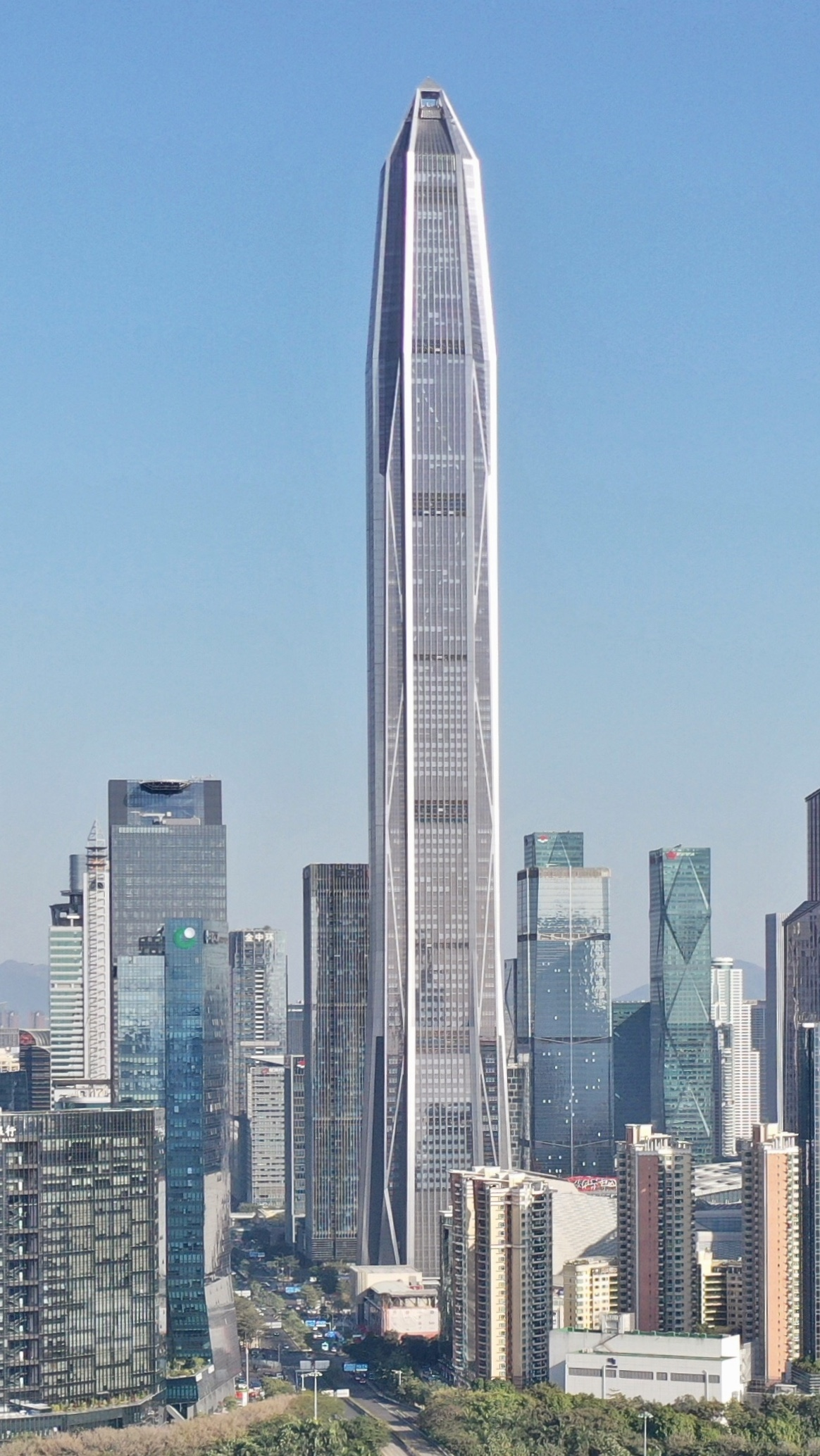
중국 선전, 핑안 파이낸스 센터
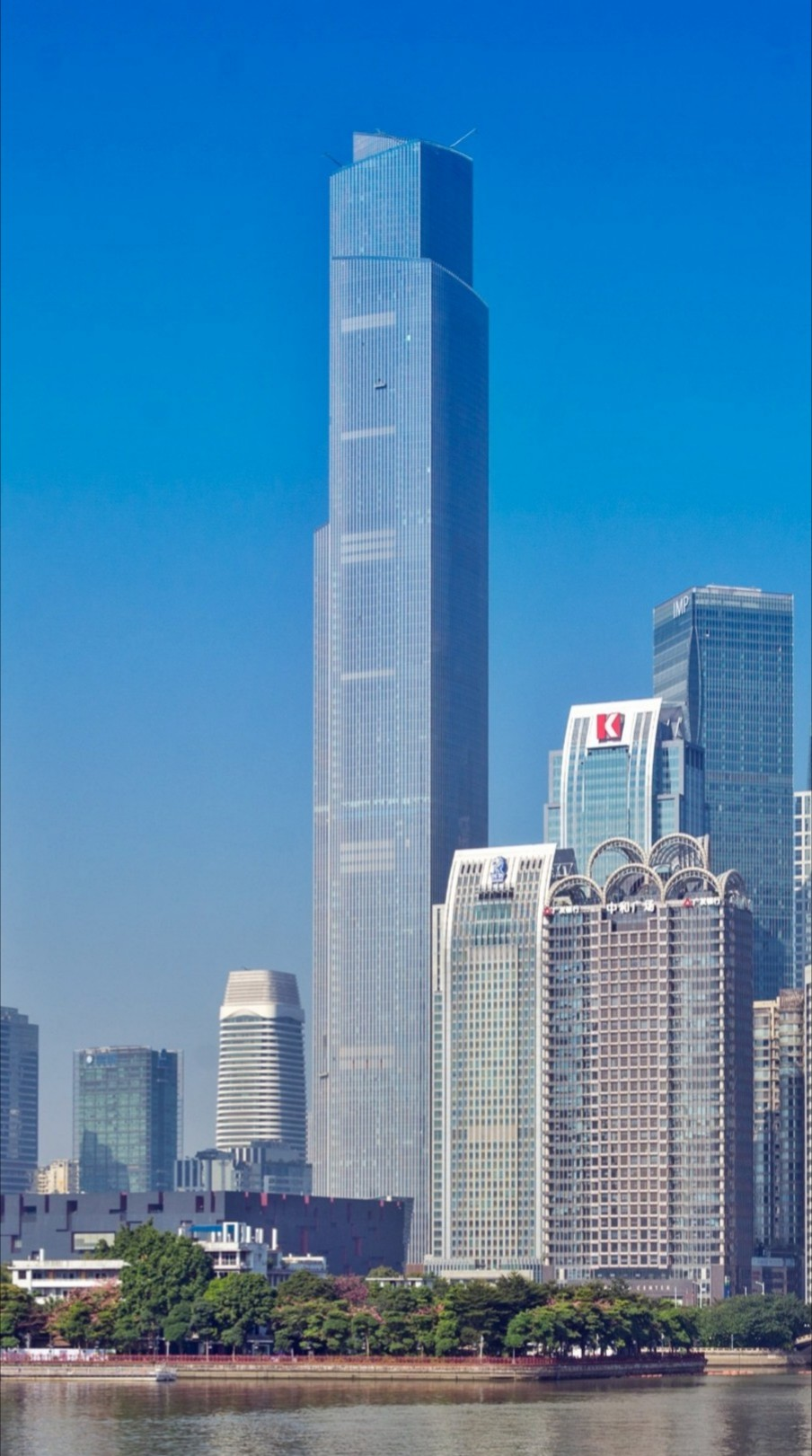
중국 광저우, CTF 광저우
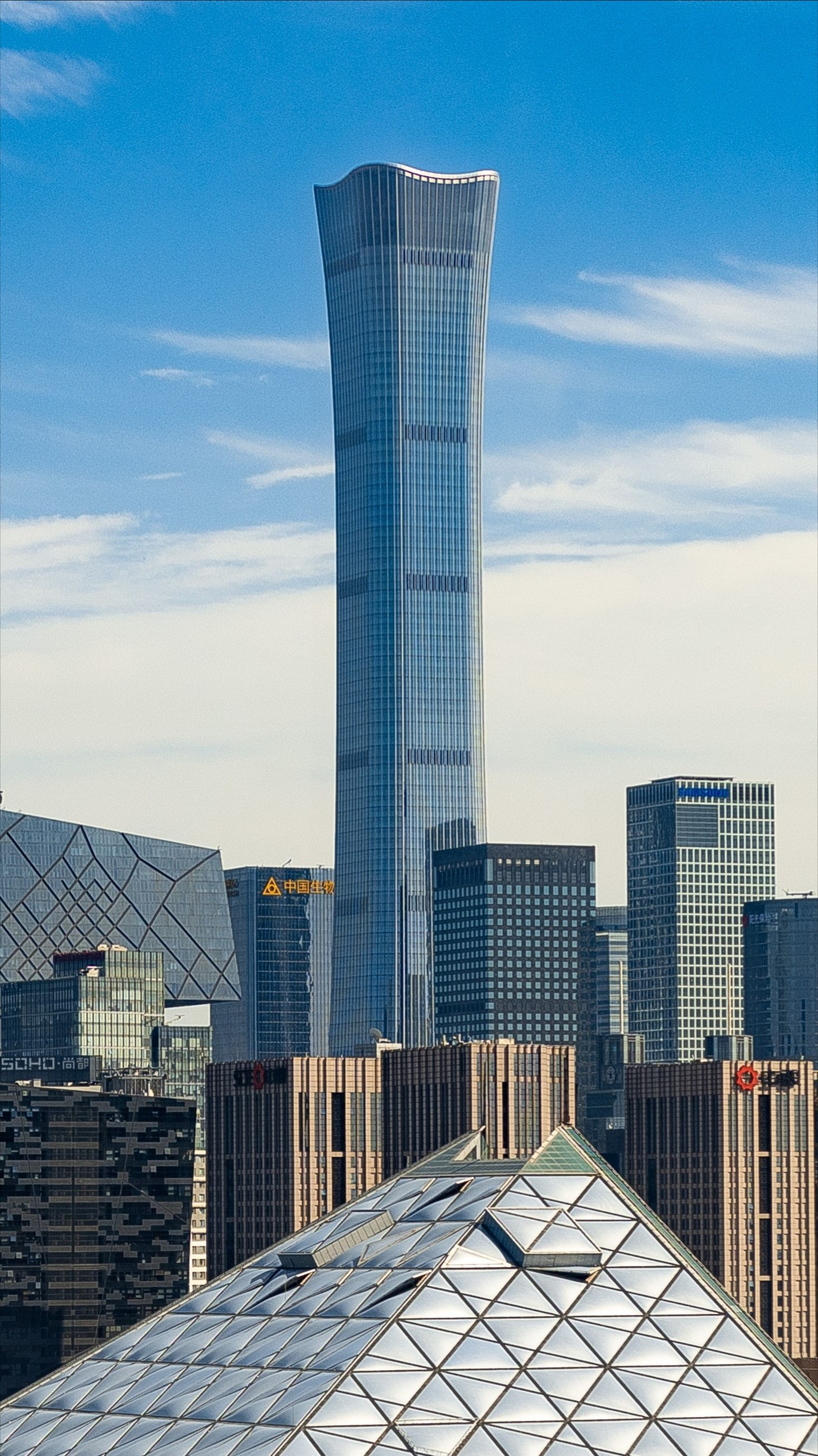
중국 베이징, 차이나 준
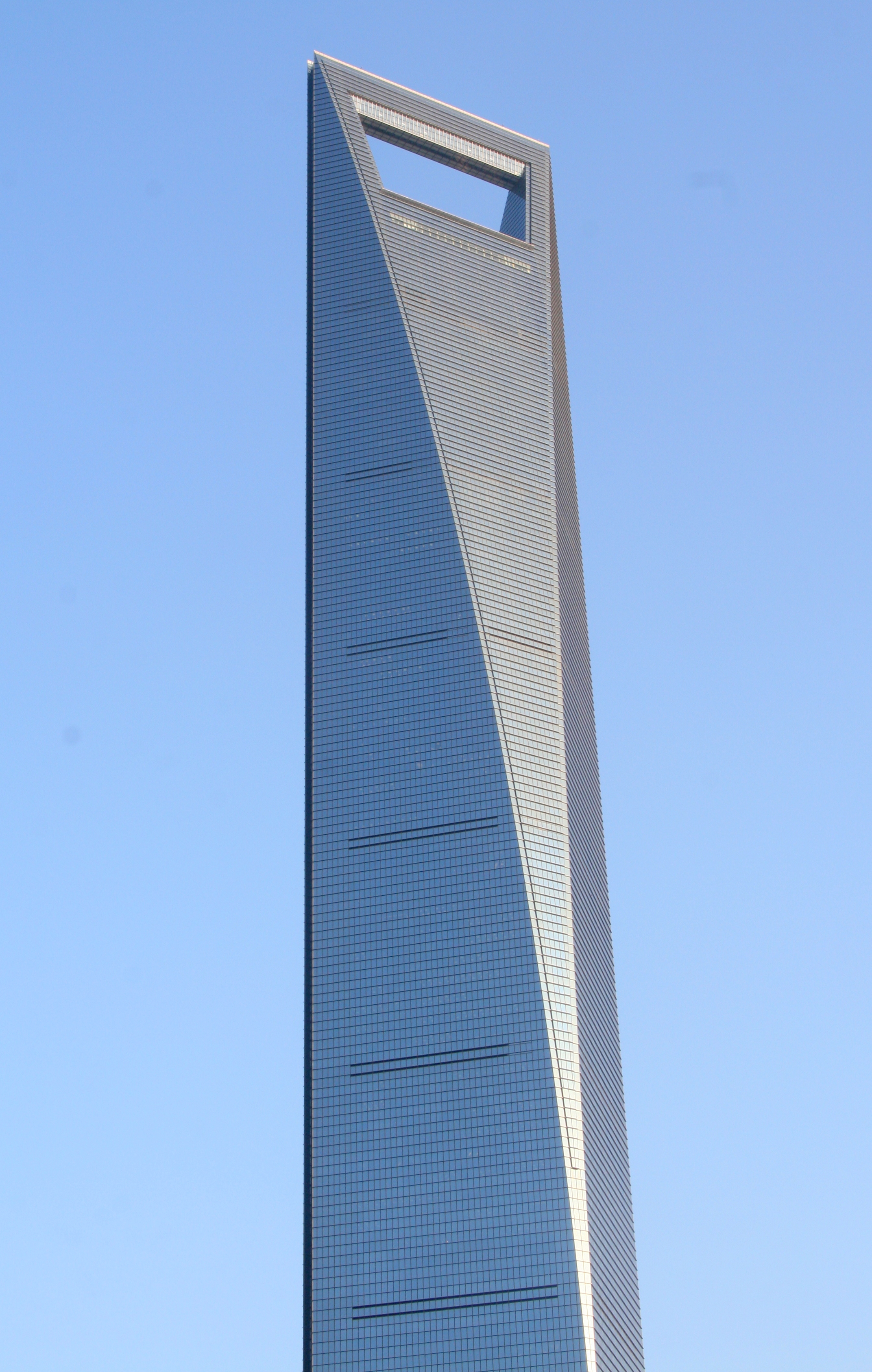
중국 상하이, 상하이 세계금융센터
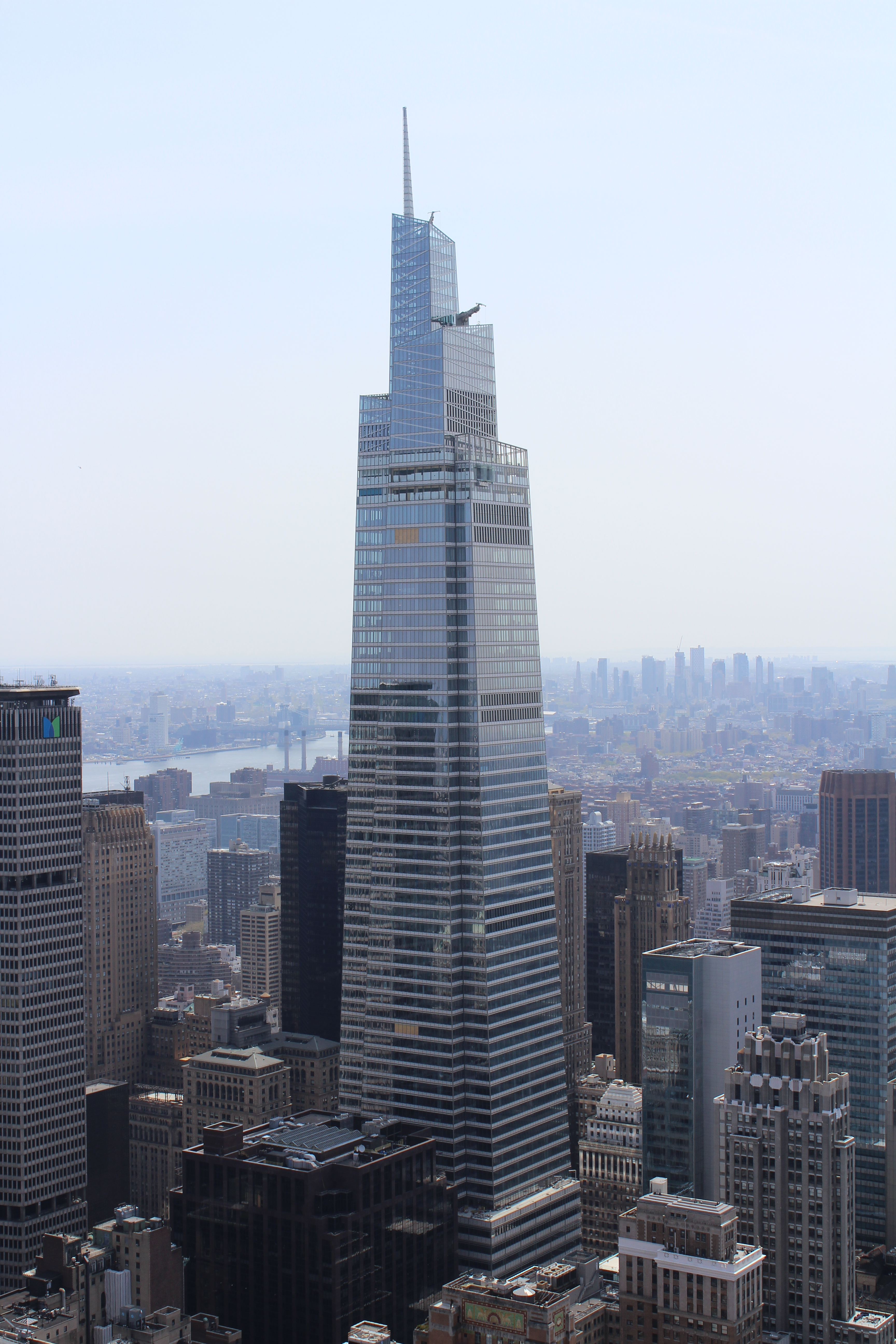
미국 뉴욕, 원 밴더빌트